# Тавейра, Селио
Се́лио Таве́йра Фи́льо (порт. Célio Taveira Filho; 16 октября 1940, Сантус, Сан-Паулу — 29 мая 2020, Жуан-Песоа) — бразильский футболист, выступавший в 1950—1970-е годы на позиции нападающего. Занимает третье место по количеству забитых голов в Кубке Либертадорес среди всех бразильских футболистов.

## Биография
Селио Тавейра — воспитанник клуба «Сантос», но на взрослом уровне в 1958 году дебютировал в составе другой команды родного города — «Португезы Сантисты». В следующие три года он выступал за другие команды из штата Сан-Паулу — «Понте-Прету» (Кампинас) и «Жабакуару» (Сантус).
С 1963 по 1966 год Селио выступал за «Васко да Гаму». В 1963, 1965 и 1966 годах он признавался лушим игроком команды. В 1966 году помог «адмиралам» выиграть Турнир Рио — Сан-Паулу. Всего за четыре сезона нападающий забил за «Васко» 100 голов.
В 1966 году бразилец стал игроком уругвайского «Насьоналя». Он стал одним из лидеров «трёхцветных» во второй половине 1960-х годов. В Кубке Либертадорес Селио Тавейра забил за «Насьональ» 21 гол. Дважды, в 1967 и 1969 годах, доходил до финала Кубка Либертадорес. В 1969 и 1970 годах становился чемпионом Уругвая. Всего за пять сезонов Селио забил за «Насьональ» 89 голов в 173 матчах.
В 1970—1971 годах выступал за «Коринтианс», однако не смог демонстрировать прежнюю результативность. В ходе одной из тренировок в 1971 году столкнулся с Ривеллино и получил травму, которая в итоге стала причиной для относительно раннего завершения спортивной карьеры. Последним клубом для Селио Силвы стал в 1972 году «Операрио» (Кампу-Гранди).
Селио Тавейра провёл три матча за сборную Бразилии в 1965—1966 годах. Он стал последним «отцепленным» игроком из предварительной заявки «селесана» для участия в чемпионате мира 1966 года. После провала Бразилии в Англии пресса и болельщики в том числе ставили Висенте Феоле в вину то, что он не взял в команду Селио.
После завершения карьеры Селио Тавейра переехал в Жуан-Песоа, где начал бизнес по продаже фруктов (в том числе осуществлял поставки в Уругвай). Кроме того, он работал спортивным комментатором на радио CBN.
У бывшего нападающего было четверо детей, восемь внуков и два правнука. Селио Тавейра умер в возрасте 79 лет 29 мая 2020 года от последствий заболевания COVID-19.

## Титулы и достижения
- Чемпион Уругвая (2): 1969, 1970
- Победитель Турнира Рио-Сан-Паулу: 1966
- Финалист Кубка Либертадорес (2): 1967, 1969